# Ханьков
Ханьков — хутор в Славянском районе Краснодарского края.
Входит в состав Анастасиевского сельского поселения.

## Социальная сфера
Детский сад 51
Средняя школа 21
Библиотека
Фельдшерско-акушерский пункт
Отделение Почтовой связи
Столовая
2 продуктовых магазина
Промтоварный магазин

## География

### Улицы
| - пер. Зелёный, - пер. Казачий, - пер. Кривой, - пер. Кубанский, - пер. Московский, - ул. Горького, - ул. Западная, - ул. Калинина, - ул. Комсомольская, - ул. Крутой Поворот, - ул. Кубанских нефтяников, - ул. Ленина, | - ул. Московская, - ул. Набережная, - ул. Новая, - ул. Октябрьская, - ул. Пионерская, - ул. Подстанционная, - ул. Полевая, - ул. Продольная, - ул. Северная, - ул. Средняя, - ул. Степная, - ул. Южная. |

## Население
| 2002 | 2010  |
| ---- | ----- |
| 1546 | ↘1415 |